# Freibeuter AG
Freibeuter AG war eine im Jahre 2000 gegründete Deutschpunk-Band aus dem Großraum Nürnberg. Ende 2010 löste sich die Band offiziell auf. Auf der Website werden die Nachfolge-Bands namens HypaAktiv+ und The Forgotten Youth genannt.

## Geschichte
Freibeuter AG wurde im Jahre 2000 von den Bandmitgliedern Mic, Jörg und Indy gegründet. Ihr erstes Album Guten Morgen Deutschland erschien im Frühjahr 2003. Diese CD wurde noch mit einfachsten Mitteln im Proberaum der Band live aufgenommen, gemixt und im D.I.Y.-Verfahren hergestellt. Der Verkauf dieser CD findet nach wie vor nur über die Webseite der Band statt.
Zwei Jahre später erschien das Album Strafen & Klagen. Zwar auch wieder im Proberaum aufgenommen, aber nun dank neuerer Technik in wesentlich besserer Qualität. Auch das zweite Album wurde anfangs ausschließlich auf Konzerten und über die Webseite selbst vertrieben.
Anfang 2006 wurde das Album Strafen & Klagen erstmals in den Katalog von Nix-Gut Records, einem Label aus Winnenden, aufgenommen. Das Design der CD wurde dabei neu gestaltet und die CD professionell gepresst.
Im Jahre 2007 erschien das Album Bewegt euch. Die wesentlichen Unterschiede zu vorigen Alben sind der neue Sänger, ein noch aggressiverer Sound der durch die erstmalige, professionelle Aufnahme in einem Studio auch wesentlich klarer scheint und thematisch besser ausgearbeitete Texte.
Im Oktober 2010 haben Freibeuter AG und die befreundete Band D.A.U.H. aus Nürnberg gemeinsam eine Split-CD mit dem Titel GoHo Punk veröffentlicht. Diesmal wieder als D.I.Y.-Produktion und unabhängig von einem Label.
Dezember 2010 gab die Band dann ohne Nennung von Gründen offiziell ihre Auflösung bekannt. Auf der Band-Website kündete Mitgründer Mic (Gitarre) an, gemeinsam mit Schulz („Dino“, Schlagzeug) sowie einigen ehemaligen Mitgliedern von D.A.U.H. (die sich in diesem Jahr ebenfalls auflösten) eine Nachfolgeband namens HypaAktiv+ zu gründen. Kurz darauf haben auch Matze (Gesang) und Jörg (Gitarre) eine neue Band namens The Forgotten Youth gegründet. Beide Bands sind befreundet und teilen sich mittlerweile auch einen Proberaum.
Der inoffizielle Untertitel der Band lautete „Deutschpunk im 80er-Jahre Stil“, der sich durch Ankündigungen zu Konzerten durch verschiedene Veranstalter auf Flyern erst im Nachhinein ergab und von der Band dankend angenommen wurde. Die Texte der Band sind inhaltlich meist sozialkritisch, antifaschistisch und anarchistisch, erzählen aber auch fiktive Geschichten vom Leben als Piraten, dem starken Drang zur grenzenlosen Freiheit und dem Feiern von Festen. Musikalisch ist die Band im härteren Teil des Punk-Spektrums angesiedelt, viele Elemente aus den 80er-Jahren, in denen sich der Hardcore Punk entwickelte, finden sich bei Freibeuter AG wieder.
Die Freibeuter AG ist eine der ersten Deutschpunk-Bands, die ihre komplette Musik und alles was sich um die Band an kreativen Erzeugnissen bildet (Texte, CD-Cover, Fotos, Videos, Logos usw.) unter eine Creative-Commons-Lizenz stellte. Auf der Website Jamendo können die Alben Strafen & Klagen, Bewegt Euch sowie der Bandanteil an der Split-CD GoHo Punk kostenlos angehört und heruntergeladen werden.

## Diskografie
- 2003: Guten Morgen Deutschland – CDR mit insgesamt 14 Songs – D.I.Y.
- 2005: Strafen & Klagen – CDR mit insgesamt 11 Songs – D.I.Y.
- 2006: Strafen & Klagen – CD-Neuauflage – Nix-Gut Records
- 2007: Bewegt euch – CD mit 15 Songs (+2 Hidden-Tracks) – Nix-Gut Records (indiziert[2])
- 2010: GoHo Punk – Split-CD (Freibeuter AG/D.A.U.H.) mit insgesamt 13 Songs – D.I.Y.

- 2000–2010: Beiträge auf diversen Samplern und Heft-CDs, u. a. 2 × bei „PlasticBomb“, auf dem „Eat the rich“ und dem „Schlachtrufe BRD 9“ – Punksampler und auf dem Soundtrack zum Film Chaostage – We Are Punks!